# 김서원
김서원(1979년 7월 10일 ~ )은 대한민국의 배우이다.

## 학력
- 동국대학교 연극영화 학사

## 출연작

### 영화
- 《돌멩이》 (2020년) - 마트점장 역
- 《나의 특별한 형제》 (2019년) - 억울 취업남 역
- 《우상》 (2019년) - 김 비서 역
- 《그대 이름은 장미》 (2019년) - 변호사 역
- 《아웃도어 비긴즈》 (2018년) - 의뢰인 역
- 《골든 슬럼버》 (2018년) - 급정거 택시기사 역
- 《그것만이 내 세상》 (2018년) - 후배 역
- 《은하》 (2017년) - 변호사 역
- 《수렵허가구역》 (2016년) - 만식 역
- 《조선마술사》 (2015년) - 초가집포졸 역
- 《대호》 (2015년) - 길라잡이 김씨 역
- 《극적인 하룻밤》 (2015년) - 구조대원 역
- 《사도》 (2015년) - 냄새별감 역
- 《베테랑》 (2015년) - 변호사 1 역
- 《암살》 (2015년) - 의열단 경호대 역
- 《세계일주》 (2015년) - 안산경찰 역
- 《남자가 사랑할 때》 (2014년) - 두철 일당 양복남 역
- 《감기》 (2013년) - 국환패거리 역
- 《신세계》 (2013년) - 정청계 3 역
- 《베를린》 (2013년) - 국정원 분석관 1 역
- 《회사원》 (2012년) - 추민우 형사 역
- 《미쓰GO》 (2012년) - 김 형사 역
- 《초능력자》 (2010년) - 최 순경 역
- 《부당거래》 (2010년) - 남자사법연수생 역
- 《해결사》 (2010년) - 안경 경비 역
- 《구르믈 버서난 달처럼》 (2010년) - 공터 포졸 1 역
- 《파주》 (2009년) - 철거민 5 역
- 《그림자 살인》 (2009년) - 범구 역
- 《라듸오 데이즈》 (2008년) - 오디션 사내 1 역
- 《가면》 (2007년) - 권우현 역

### 드라마
- 《사생활》 (2020년, JTBC) - 남사장 역
- 《낭만닥터 김사부 2》 (2020년, SBS) - 이동우 역
- 《나의 나라》 (2019년, JTBC) - 이방과 역

### 연극
- 《내 안에 침팬지가 산다》
- 《애너벨 리》
- 《김흥우 단막극선》
- 《이기동체육관》
- 《프로포즈》
- 《반쪽이전》
- 《난 땅에서 난다》
- 《러브죽여살려》
- 《라이어2》
- 《줄넘기》

### 뮤지컬
- 《죽일테면 죽여봐》

### 뮤직비디오
- 윤덕원 - 비겁맨